# ТИМ-100
ТИМ-100 је развијен средином 1980-тих година у Институту Михајло Пупин у Београду. Серија ТИМ микрорачунара је реализована после успешне серије рачунара ЦЕР и система ХРС-100. Руководиоци бројног тима аутора били су др Драгољуб Милићевић и др Душан Старчевић. 

## Историја
Услови који су омогућили ову израду система ТИМ били су: 
- претходно акумулирана знања,
- нагли технолошки развој и примена микропроцесора и ВЛСИ-кола[5], те
- информатизација која је све брже захватала и Југославију.

Основна идеја је била да се, сем сопственог развоја РС-рачунара, обједине још и производња, тестирање, маркетинг, продаја, одржавање опреме и подршка примене код крајњих корисника. Тако је у Институту Михајло Пупин, у периоду од 1983-90. год, развијено око 10 модела система ТИМ (различитих капацитета, конфигурација и намена), почев од једноставнијих PC-рачунара ТИМ-100 и ТИМ-011, па до сложених система ТИМ-600. Сви рачунари су произведени у компанији Енергопројект Енергодата. Укупно је произведено више од 5.000 рачунарских система ТИМ. Они су успешно радили у многим поштама, банкама, војсци, државним, научним и школским установама, затим у електропривреди, водопривреди, индустрији и саобраћају.

## Технички опис
ТИМ-100 је вишекориснички вишепроцесни микрорачунар намењен првенствено шалтерској употреби. Развијен је у Институту Михајло Пупин, а појавио се на тржишту најпре у београдским поштама 1985. године. Укупно је произведено око 1.000 рачунарских система ТИМ-100 за ПТТ Србије.
Хардверска основа су били микропроцесори типа Интел 80*86, са стандардним функционалним модулима серије ТИМ. Матична плоча је направљена применом ВЛСИ-технологије, а било је могуће имати највише 8  оперативне меморије. Екстерна меморија је била флопи-дискета од 5,25 или 3,50 инча.
У области софтвера за рачунаре ТИМ развијено је више програмских производа, као што су:
- ТИМОС, ТРАНОС оперативни системи,[8]
- програмски пакети, односно софтверски систем за рачунарску графику[9],
- подршка за локалне мреже[10] ТИМНЕТ,
- Дијагностички програми, и
- многи кориснички програми за шалтерско пословање.[11] Програмски системи,